# George M. Bourquin
George McClellan Bourquin (* 24. Juni 1863 bei Tidioute, Warren County, Pennsylvania; † 15. November 1958 in Wilkes-Barre, Pennsylvania) war ein US-amerikanischer Jurist. Nach seiner Berufung durch Präsident William Howard Taft fungierte er ab 1912 als Bundesrichter am Bundesbezirksgericht für den Distrikt von Montana.

## Werdegang
George Bourquin wurde als neuntes der zehn Kinder von Justin Joseph und Celestine Bourquin während des Bürgerkriegs nahe der Ortschaft Tidioute geboren und wuchs in East Fairfield auf. Im Alter von 18 Jahren siedelte er mit seinem älteren Bruder Augustus nach Colorado um. Augustus Bourquin suchte erfolgreich nach Gold und wurde Stadtverordneter in Aspen, während sein Bruder ins Montana-Territorium weiterzog. Dort heiratete er 1891 Mary Ratigan, mit der er drei Söhne hatte. Er schloss im Jahr 1894 seine Ausbildung zum Anwalt ab und eröffnete eine private Praxis in Helena. Ab 1899 war Bourquin dann als Jurist in Butte ansässig. Von 1905 bis 1909 fungierte er als Bezirksrichter am Gerichtshof des Silver Bow County.
Am 13. Februar 1912 wurde Bourquin durch Präsident Taft als Nachfolger des zurückgetretenen Carl L. Rasch zum Richter am United States District Court for the District of Montana ernannt. Nach der Bestätigung durch den US-Senat, die am 8. März desselben Jahres erfolgte, konnte er unmittelbar darauf sein Amt antreten. Am 9. Januar 1934 wechselte er in den Senior Status und ging damit faktisch in den Ruhestand. Sein Sitz fiel an James Harris Baldwin. Im selben Jahr war George Bourquin der republikanische Kandidat für die Wahl zum US-Senat in Montana; er unterlag dem demokratischen Amtsinhaber Burton K. Wheeler jedoch deutlich mit 29:70 Prozent der Stimmen. Er verstarb am 15. November 1958 in Wilkes-Barre in seinem Heimatstaat Pennsylvania.